# Tormyrtjärnarna, Jämtland
Tormyrtjärnarna är en sjö i Bräcke kommun i Jämtland och ingår i Ljungans huvudavrinningsområde.